# MacTutor数学史档案
MacTutor數學史檔案是一個曾獲獎的數學史網站，架於蘇格蘭圣安德鲁斯大学，目前由John J. O'Connor與Edmund F. Robertson維護。此網站包含許多古代與當代數學家的詳細傳記、各著名曲線的資訊以及數學史各主題簡介。

## 外部連結
- MacTutor History of Mathematics archive（页面存档备份，存于）
- Mathematical MacTutor system（页面存档备份，存于）
- MacTutor Awards （页面存档备份，存于）